# Протирадіолокаційна ракета

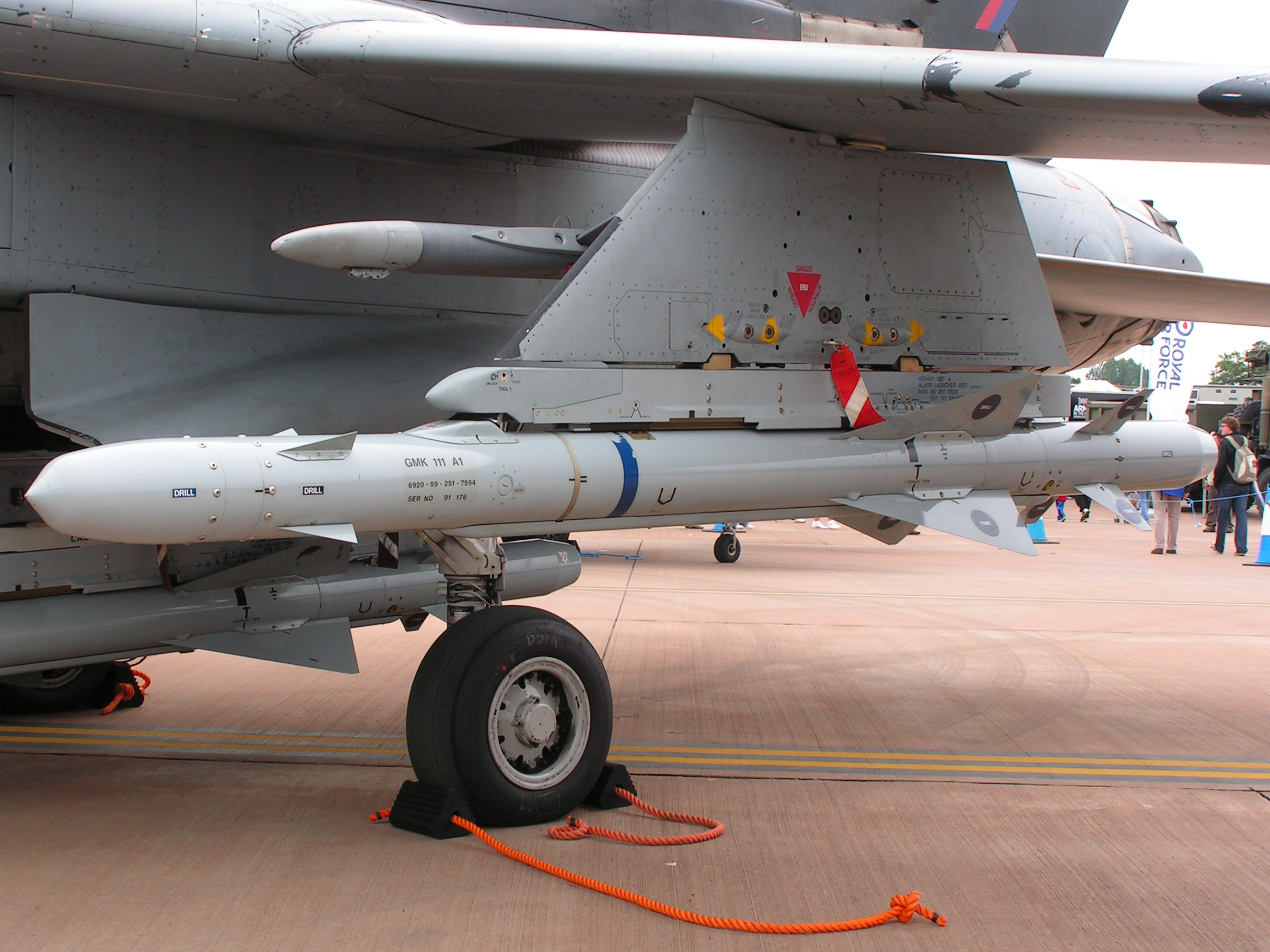
Протирадіолокаційна ракета ALARM під крилом літака «Торнадо»

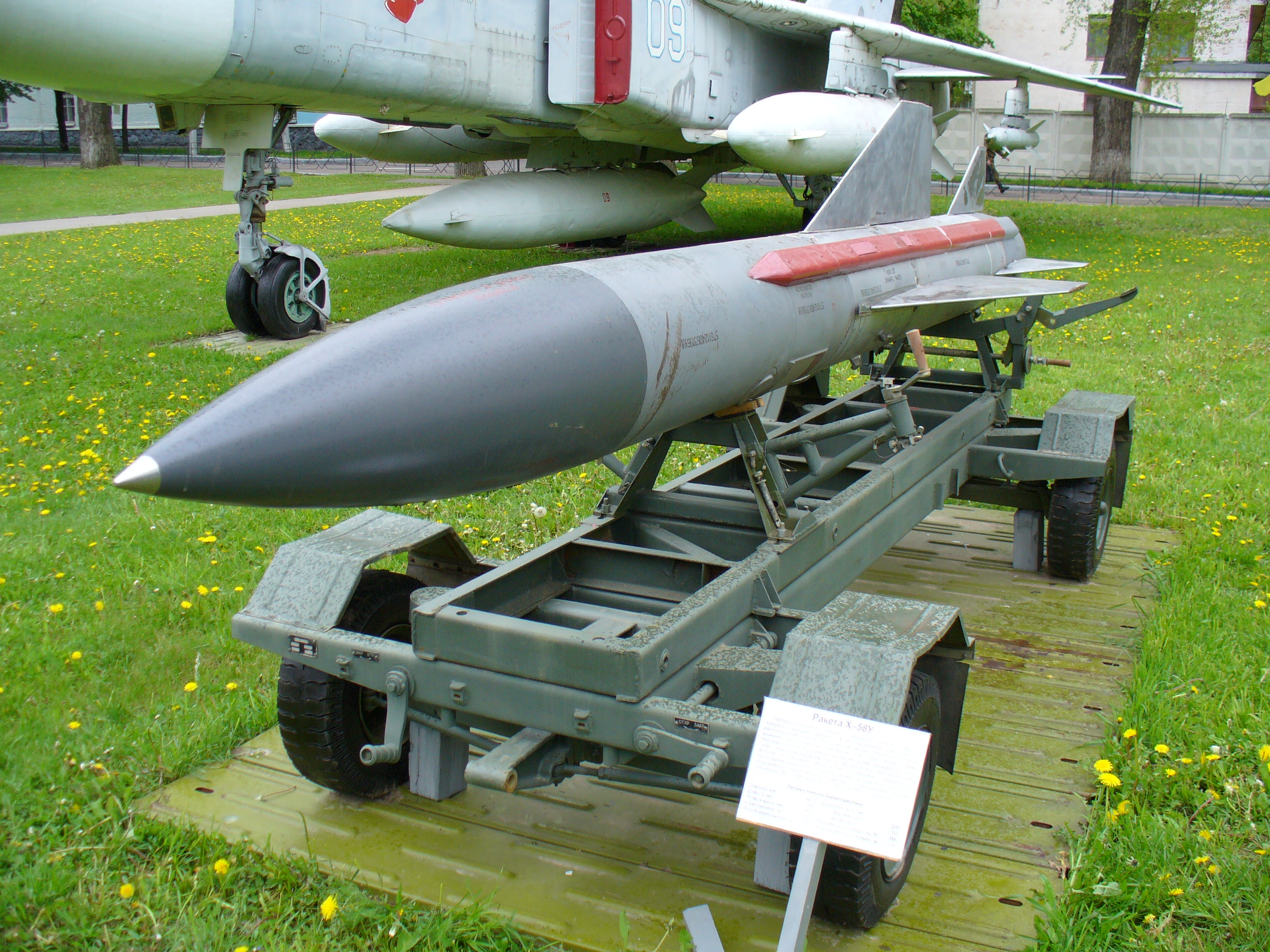
Радянська протирадіолокаційна ракета Х-58 на експозиції Військово-історичного музею Повітряних сил Збройних сил України у Вінниці

Протирадіолокаційна ракета (ПКР) — різновид керованої ракетної зброї, як правило типу «повітря — поверхня», зрідка «поверхня — поверхня» з пасивною радіолокаційною («пеленгаційною») системою наведення, призначеної для виявлення та ураження джерел радіовипромінювання. Зазвичай використовується проти радарів (РЛС) у складі зенітних ракетних комплексів, батарей зенітної артилерії, артилерійські РЛС, а також може наводиться на інші джерела радіовипромінювання (станції активних перешкод) та радіостанції зв'язку.

## Історія
1935 року фахівці Великої Британії запропонували перший проєкт зброї для ураження радіолокаційних станцій противника. Для чого пропонувалося створити безпілотний літак-снаряд з поршневим двигуном, який наводився б на випромінювання РЛС. Втім, проєкт не був реалізований.
З часом, у міру розвитку радарів інтерес до цієї зброї почав зростати. Вперше протирадіолокаційні ракети були застосовані під час війни у В'єтнамі в 1965—1975 роки. Перше бойове хрещення американські ПРЛР AGM-45 «Шрайк» відбулося в 60-і роки. Їхніми носіями виступали багатоцільові винищувачі F-4C «Фантом-II». Перебуваючи на підвісці носія, AGM-45 «Шрайк» була заздалегідь запрограмована на тип випромінювання однієї РЛС, і не отримувала цілевказування від системи попередження про опромінення РЛС AN/ALR-17 і системи наведення на випромінювальне джерело ER-142. На той час розробники ще не вийшли на такий рівень прогресу, щоб ПРЛР могла працювати по цілях, які раптово запеленгували.
В ході повітряної атаки ракети застосовувалися в основному з висоти 2,5-3,5 км. При цьому дальність пуску становила близько 15 км. З десяти випущених ракет AGM-45 «Шрайк», як правило уражалися тільки 1-2 РЛС противника. Проте близькі влучання ракет «Шрайк», що випускали хмару білого кольору в районі падіння, позначали місцезнаходження РЛС, а потім винищувачі-бомбардувальники або бомбардувальники буквально засипали бомбами цей район. Крім цього, обслуга зенітних ракетних комплексів була змушена вимикати свої РЛС у випадку загрози їхнього ураження протирадіолокаційною ракетою, що призводило до значного зниження ефективності ЗРК.

## Зразки
- AGM-45 Shrike (1965—1992)
- AGM-78 Standard ARM (1968—1988)
- AGM-88 HARM (1985–по т.ч.)
- PL-12 (2002–по т.ч.)
- КСР-11 (1962—1992)
- Х-25 (1976–по т.ч.)
- Х-31 (1989–по т.ч.)
- Х-58 (1978–по т.ч.)
- ARMAT (1984–по т.ч.)
- ALARM (1991–по т.ч.)
- Martel (1972–2010-ті ?)